# Радивоје Живановић Баја
Радивоје Живановић Баја (Сиколе, 1920 — Неготин, 2008), учесник Народноослободилачке борбе, друштвено-политички радник СФР Југославије и СР Србије.

## Биографија
Рођен је 1920. године у Салашу, где је завршио основну школу. Касније је завршио и нижу пољопривредну школу.
Јуна 1941. одржан је састанак у Воденичкој реци код Салаша на којем је формиран СКОЈу Салашу. Међу шесторо примљених је и Радивоје Живановић.
Један је од организатора Крајинског партизанског одреда, у чијим је припремама пред оснивање учествовао на свим састанцима, којима је руководио Љуба Нешић. Од првог дана формирања одреда је у његовом строју и учествује у свим његовим акцијама.
Од свих састанака, два се издвајају по значају и садржају. Први је одржан крајем јула 1941. на тору Милена Ђуричића, недалеко од Метриша, којим је руководио Љуба Нешић, а поред Баје присуствовали су, између осталих, Миомир Радосављевић Пики, Станоје Гачић, Бора Милић Ркман, Мика Ђуричић и други. На том састанку је разматрано питање организовања оружане борбе и прикупљање војног и санитетског материјала. Разматрана је и могућност спровођења усвојеног плана на састанку Окружног комитета на Белом Брегу 5. и 6. јула 1941. о рушењу мостова на прузи Прахово−Зајечар.
Други састанак одржан је 1. августа у Шуљевцу код Метриша. И на том састанку је међу присутнима био Радивоје Живановић Баја. Тада је договорено да присутни обавесте остале на терену да се одазову позиву КПЈ на оружану борбу и дођу 16. августа на место звано Бандера на Алији, у шуму између села: Речка, Мокрање, Рогљево, Смедовац и Тамнич.
Након страдања бораца Крајинског партизанског одреда, 29. септембра када су погинули Љуба Нешић, Стефанија Михајловић, Раде Недељковић и други, преостали борци Крајинског партизанског одреда, окупили су се 30. септембра на појати Радивоја Живановића код Салаша и дискутовали о даљем раду и борбама. Тог дана су партизани сахранили пале борце на Стеванским ливадама.
Живановић са Бранком Перићем се пробија потом кроз четничке заседе и долази преко Мајданпека до Осме чете „Сењанин Тадија”. Ту су срели Сретена Вучковића, члана Штаба Крајинског партизанског одреда.
Четнички командант Воја Триброђанин са којим је постојао потписан споразум о заједничкој борби против окупатора крајем 1941. и почетком 1942. године на превару заробљава Бранка Перића, Радивоја Живановића и групу бораца и предаје их четничком одреду Анђелка Адамовића. Почетком 1942. спровели су их у Неготин, одакле су 7. јануара предати Немцима у Логор Црвени крст у Нишу. Живановић, међутим, захваљујући блиском рођаку у нишкој полицији, раздвојен је од осталих и послат на принудни рад у Немачку.
После ослобођења Живановић је обављао бројне руководеће послове. Био је први командант ослобођеног Салаша, председник Општине Салаш, потпредседник Општине Неготин, директор Циглоцрепане и секретар секције за занатство и домаћу радиност у Привредној комори Зајечар, где је и пензионисан.
Преминуо је 2008. и сахрањен је на неготинском гробљу.